# Peter Whitehead
Peter Whitehead, född 12 november 1914 i Menston, död 21 september 1958 i Lasalle, Gard i Frankrike, var en brittisk racerförare.

## Racingkarriär
Whitehead började köra Grand Prix racing med en ERA 1946. Whitehead var den förste privatförare som köpte en Grand Prix-bil av Enzo Ferrari vintern 1948, en Ferrari 125 som han körde även de första formel 1-säsongerna 1950 och 1951. Whitehead körde tolv F1-lopp mellan 1950 och 1954, med en tredjeplats i Frankrikes Grand Prix 1950 som bästa resultat.
Whitehead körde även sportvagnsracing och vann Le Mans 24-timmars 1951 tillsammans med Peter Walker i en Jaguar C-Type. 1958 kom han tvåa på Le Mans tillsammans med sin halvbror Graham Whitehead. Några månader senare omkom Peter Whitehead när brödernas bil kraschade i Tour de France.

## F1-karriär
| Säsong | Stall/Tillverkare                                                    | Poäng | Placering |
| ------ | -------------------------------------------------------------------- | ----- | --------- |
| 1950   | Peter Whitehead (Ferrari)                                            | 4     | 9         |
| 1951   | Scuderia Ferrari Graham Whitehead (Ferrari) G A Vandervell (Ferrari) | 0     | -         |
| 1952   | Peter Whitehead (Alta) Peter Whitehead (Ferrari)                     | 0     | -         |
| 1953   | Atlantic Stable (Cooper)                                             | 0     | -         |
| 1954   | Peter Whitehead (Cooper)                                             | 0     | -         |

### Trea i F1-lopp
1. Frankrike 1950